# Lephana tetraphorella
Lephana tetraphorella är en fjärilsart som beskrevs av Walker 1866. Lephana tetraphorella ingår i släktet Lephana och familjen nattflyn. Inga underarter finns listade i Catalogue of Life.